# Estação Primeira de Brás Cubas
O Grêmio Recreativo e Escola de Samba Estação Primeira de Brás Cubas (G. R. E. S. Estação 1ª de Brás Cubas) é uma escola de samba da cidade de Mogi das Cruzes e uma das mais tradicionais ainda em ativa no carnaval da cidade.
Fundada em 1974, sua sede está localizada no distrito de Brás Cubas.

## História
Nascida na torcida do time de futebol de Brás Cubas, foi fundada em 25 de janeiro de 1974, a Estação Primeira de Braz Cubas é uma das escolas mais tradicionais da cidade. Os moradores do distrito resolveram juntar a paixão pelo futebol e pelo samba para criar a escola. Os torcedores do time começaram a levar instrumentos musicais para animar as partidas e a ideia deu tão certo que um grupo decidiu fundar a escola.
A origem de seu nome tem duas versões: A mais conhecida se trata da Estação Braz Cubas, um ponto de referência do bairro, e a segunda refere-se a um dos fundadores que era um ex-integrante da Escola de Samba Estação Primeira de Mangueira, fazendo alusão à agremiação carioca ao denominar a nova escola.
Os primeiros ensaios aconteciam em um barracão no Centro da cidade e, mais tarde, os encontros passaram a ser em um campo de futebol, próximo à Metalpack. Em 1977, a área foi doada à escola, onde localiza-se a sede da escola até os dias de hoje. Os ensaios atualmente, em uma grande quadra coberta, reúnem cerca de 900 pessoas.

## Carnavais
| Ano  | Colocação                 | Grupo                     | Enredo | Carnavalesco              | Ref.   |
| ---- | ------------------------- | ------------------------- | --- | ------------------------- | ------ |
| 1997 | 3º Lugar                  | Especial                  | |                           |        |
| 1998 | 3º Lugar                  | Especial                  | As Cinco Idades da Humanidade                                                                                |                           |        |
| 1999 | Não houve desfile oficial | Não houve desfile oficial | Não houve desfile oficial                                                                                    | Não houve desfile oficial |        |
| 2000 | 5º Lugar                  | Especial                  | Da Boca Pra Fora                                                                                             |                           |        |
| 2001 | Vice-campeã               | Especial                  | É Segredo |                           |        |
| 2002 | Campeã                    | Especial                  | Uma Luz no Fim do Mundo                                                                                      |                           |        |
| 2003 | Campeã                    | Especial                  | |                           |        |
| 2004 | Campeã                    | Especial                  | Mboigy Simplesmente... Mogi                                                                                  |                           |        |
| 2005 | Campeã                    | Especial                  | A ferro e vapor, os trilhos unindo culturas                                                                  |                           |        |
| 2006 | Campeã                    | Especial                  | Mundo da Imaginação                                                                                          |                           |        |
| 2007 | 3º Lugar                  | Especial                  | Respeito é bom e eu gosto                                                                                    |                           |        |
| 2008 | 5º Lugar                  | Especial                  | Doomo Arigatô                                                                                                |                           |        |
| 2009 | 4º Lugar                  | Especial                  | Espelho, espelho meu: quem no carnaval é mais belo do que eu? Compositores: André Ricardo e Wladimir Augusto |                           | [ 2 ]  |
| 2010 | 6º Lugar                  | Especial                  | De Brás Cubas a Mogi, 450 Anos                                                                               |                           | [ 3 ]  |
| 2011 | Campeã                    | Acesso                    | |                           | [ 4 ]  |
| 2012 |                           | Especial                  | Brasil: Um Jardim de Rosas Negras                                                                            |                           |        |
| 2013 | 4º Lugar                  | Especial                  | Braz Cubas sonha com os encantos de Moulin Rouge                                                             |                           |        |
| 2014 | 4º Lugar                  | Especial                  | Nem tudo que reluz é ouro                                                                                    |                           |        |
| 2015 | Vice-campeã               | Especial                  | A voz da nossa gente tem orgulho de oxente Compositor: André Ricardo                                         |                           | [ 5 ]  |
| 2016 | Vice-campeã               | Especial                  | Vamos embarcar juntos nesse trem da alegria, em busca do mundo de fantasia                                   |                           | [ 6 ]  |
| 2017 | Não houve desfile oficial | Não houve desfile oficial | Não houve desfile oficial                                                                                    | Não houve desfile oficial | [ 7 ]  |
| 2018 | Não houve desfile oficial | Não houve desfile oficial | Não houve desfile oficial                                                                                    | Não houve desfile oficial | [ 8 ]  |
| 2019 | Vice-campeã               | Especial                  | Epahey Oyá, Deusa de Nigéria, Salve Yansã a Divindidade Negra                                                |                           | [ 9 ]  |
| 2020 | 3º Lugar                  | Especial                  | Romaria Negra no Altar do Tempo: A Procissão da Vida                                                         |                           | [ 10 ] |

## Títulos
| Títulos Estação Primeira de Brás Cubas | Títulos Estação Primeira de Brás Cubas | Títulos Estação Primeira de Brás Cubas | Títulos Estação Primeira de Brás Cubas |
|                                        | Divisão                                | Total                                  | Ano                                    |
| -------------------------------------- | -------------------------------------- | -------------------------------------- | -------------------------------------- |
|                                        | Grupo Especial                         | 5                                      | 2002, 2003, 2004, 2005, 2006           |
|                                        | Grupo de Acesso                        | 1                                      | 2011                                   |